# ヘルベルト・シュネーデルバッハ

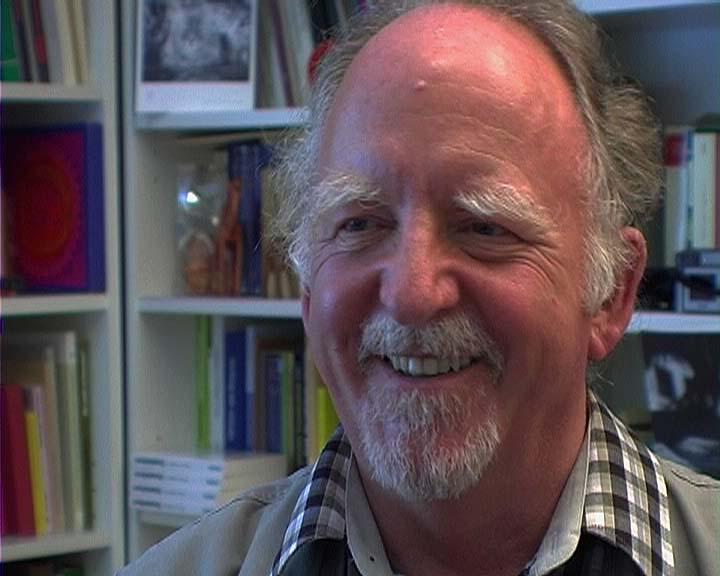
ヘルベルト・シュネーデルバッハ（2007年）

ヘルベルト・シュネーデルバッハ（Herbert Schnädelbach、1936年8月6日 - 2024年11月9日）は、ドイツの哲学者。フンボルト大学ベルリン名誉教授。
フランクフルト学派に属し、ユルゲン・ハーバーマスとカール＝オットー・アーペルの流れをくむ人物。主著は『反省とディスクルス』(1977)。他にも多数の著作があるが、日本ではそのうち一部が和訳されているだけである。

## 経歴
テューリンゲン州アルテンブルクで生まれ、2歳のときに家族でブレスラウ（現ポーランド領ヴロツワフ）に移る。その後ライプツィヒやラインラント＝プファルツ州ランダウなどで過ごし、1955年にアビトゥーア資格を所得。
フランクフルト大学に入学し、哲学・社会学・ドイツ学・歴史学などを学ぶ。テオドール・アドルノの指導を受け、1956年に論文『ヘーゲルの主観的自由の理論』で博士号取得。1970年に『経験、基礎付け、反省－実証主義を超えて』で哲学教授資格取得。
1971年フランクフルト大学教授、1978年ハンブルク大学教授、1993年フンボルト大学教授、1988年ドイツ哲学会 (Deutsche Gesellschaft für Philosophie) 会長などの職を務める。2002年フンボルト大学名誉教授。
2024年11月9日にハンブルクで死去。88歳没。

## 主な訳書
- 古東哲明訳『ヘーゲル以後の歴史哲学』（法政大学出版局 叢書・ウニベルシタス、1994）
- 加藤篤子、中川明博訳 『認識論』（晃洋書房、2006）
- 朴順南、舟山俊明、内藤貴訳『ドイツ哲学史 1831-1933』（法政大学出版局 叢書・ウニベルシタス、2009）
- 長倉誠一訳『現代の古典カント』（未知谷、2023）